# Гордийчук, Николай Владимирович
Николай Владимирович Гордийчук (укр. Микола Володимирович Гордійчук; род. 1983) — украинский спортсмен-тяжелоатлет; Мастер спорта Украины (1998), Мастер спорта Украины международного класса (2003).

## Биография
Родился 2 ноября 1983 года в городе Здолбунов Ровенской области Украинской ССР в семье тренера по тяжёлой атлетике Владимира Гордийчука.
Отец стал также первым тренером Николая. Выступал за спортивные общества «Колос» и «Динамо». Также тренировался под руководством другого украинского тренера — Николая Авраменко. Окончил Ровенский государственный гуманитарный университет.
В 2004 году стал чемпионом Европы в рывке в весовой категории до 105 кг. Был участником Олимпийских игр в Афинах в 2004 году (десятое место в категории до 105 кг). В 2011 году он завоевал серебряную медаль в этой же весовой категории на XXVI Всемирной универсиаде, проходившей в китайском городе Шэньчжэнь.